# Lophodermium berberidis
Lophodermium berberidis är en svampart som tillhör divisionen sporsäcksvampar, och som först beskrevs av Johann Christoph Schleicher och Fr., och fick sitt nu gällande namn av Rehm. Lophodermium berberidis ingår i släktet Lophodermium, och familjen Rhytismataceae. Arten är reproducerande i Sverige.